# Gorno Prahovo, Kărdjali
Gorno Prahovo (în bulgară Горно Прахово) este un sat în comuna Ardino, regiunea Kărdjali,  Bulgaria. 

## Demografie
Componența etnică a satului Gorno Prahovo
     Turci (85,68%)
     Bulgari (1,05%)
     Nicio identificare (13,26%)
     Altele (0%)
La recensământul din 2011, populația satului Gorno Prahovo era de 475 locuitori. Din punct de vedere etnic, majoritatea locuitorilor (85,68%) erau turci, cu o minoritate de bulgari (1,05%). Pentru 13,26% din locuitori nu este cunoscută apartenența etnică.